# Station Leeuwarden Achter de Hoven
Station Leeuwarden Achter de Hoven (door Prorail Achter de Hoven genoemd, door de NS geschreven als Leeuwarden Achter d Hoven) was een treinstation in Leeuwarden, gelegen aan de spoorlijn Leeuwarden – Groningen, nabij de wijk Achter de Hoven. Het station werd tot en met 31 augustus 2018 per richting slechts één of twee keer per werkdag bediend.
Het station lag op een bedrijventerrein, en werd vrijwel alleen gebruikt door forenzen: er stopten geen bussen rond het station, en er zijn ook nauwelijks woningen in de buurt die baat zouden kunnen hebben bij het station.
De halte werd voor de eerste keer geopend op 5 juli 1915, maar op 19 mei 1940 gesloten. Op 3 oktober 1954 werd ze heropend.
Hoewel er maar één spoor is, waren er toch twee perrons, en wel in bajonetligging, waarbij de trein zoals daarbij gebruikelijk stopte na de overweg (in dit geval overwegen). De perrons van Achter de Hoven lagen relatief ver uit elkaar, namelijk een paar honderd meter, met ertussen de overweg met de Julianastraat en een tweede overweg die op het terrein van FrieslandCampina ligt.
Station Leeuwarden Achter de Hoven was tot de sluiting het minst gebruikte station van Nederland, met slechts 10 in- en uitstappers per dag. Op vrijdag 31 augustus 2018 stopte de laatste trein op dit station.

## Uitzonderlijke bediening
Het station werd in de laatste jaren slechts drie keer per dag bediend, en dan nog alleen op werkdagen: eenmaal 's ochtends richting Leeuwarden (westelijke perron aan de zuidzijde van het spoor), en tweemaal 's middags richting Groningen (oostelijke perron aan de noordzijde van het spoor).
Op beide perrons stond een OV-chipkaartzuil. Alleen op het oostelijke perron stond een vertrekstaat, en alleen voor de betreffende richting (Groningen). De naam van het station stond alleen op het scherm van de beide OV-chipkaartzuilen en op de vertrekstaat. Er stond dat de treinen vertrekken van spoor 1a, wat blijkbaar het betreffende perron is, maar er stond geen perronnummering aangegeven. Er stond op het station geen kaartautomaat. Er stonden aan het oostelijke perron wel abri's. Ook waren ribbeltegels aangelegd om blinden te geleiden.
Het station stond niet op alle spoorkaarten aangegeven. 

## Geschiedenis

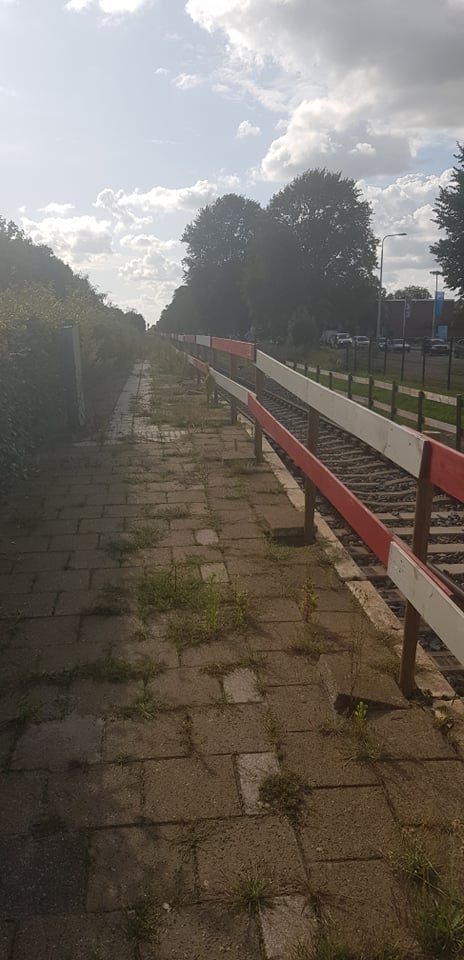
Het verlaten perron voor de trein richting Groningen gezien in de richting van Leeuwarden.
3 september 2019.

Het station was tot 2007 niet opgenomen in de gewone dienstregeling. De NS wilde in het verleden van de kleine halte af, maar door veel protesten van bedrijven uit de buurt is hiervan afgezien. Ook na de overname van het traject door de vervoerders NoordNed (1999-2005) en Arriva (sinds 2005) bleven in de spits treinen stoppen. Eind 2014 gaf spoorbeheerder ProRail aan namens het Ministerie van Infrastructuur en Milieu het station te willen sluiten. De provincie gaf Arriva toestemming om vanaf 3 september 2018 niet meer te stoppen, waardoor effectief vrijdag 31 augustus 2018 de laatste dag was waarop treinen bij dit station stopten.